# Mimozethes angula
Mimozethes angula är en fjärilsart som beskrevs av Chu och Wang 1987. Mimozethes angula ingår i släktet Mimozethes och familjen sikelvingar. Inga underarter finns listade i Catalogue of Life.